# طراحی و پیاده‌سازی زبان‌های برنامه‌نویسی
طراحی و پیاده‌سازی زبان‌های برنامه‌نویسی از مباحث بنیادین علوم کامپیوتر محسوب می‌شود. زبان‌های برنامه‌نویسی ابزاری برای بیان الگوریتم‌ها و منطق برنامه‌نویسی هستند که با استفاده از مفاهیم نظری محاسبات‌پذیری و نظریه زبان‌های رسمی، به ساختاری منسجم و قابل فهم برای انسان و ماشین تبدیل می‌شوند.

## تاریخچه و روند تکاملی
توسعه زبان‌های برنامه‌نویسی به‌طور پیوسته تحت تأثیر نیازهای رو به رشد صنعت نرم‌افزار قرار داشته است. از زبان‌های ابتدایی مانند اسمبلی تا زبان‌های سطح بالا و چندمنظوره امروزی مانند پایتون،جاوا و C++،مراحل متعددی طی شده است.در دهه‌های گذشته پژوهشگران و مهندسان نرم‌افزار، نظیر تونی هور و نیکلاوس ویرت،اصول و دستورالعمل‌هایی را جهت بهبود طراحی زبان‌ها ارائه داده‌اند.

## طراحی
در طراحی زبان‌های برنامه‌نویسی عوامل متعددی باید در نظر گرفته شوند. از مهم‌ترین آن‌ها می‌توان به موارد زیر اشاره کرد:
- سازگاری با هدف مورد نظر: زبان باید نیازهای کاربران نهایی را برآورده کند؛به‌طوری که هم برای پیاده‌سازی سیستم‌های پیچیده و هم کاربردهای ساده مناسب باشد.
- تعادل بین ویژگی‌ها: امنیت،سرعت اجرا،خوانایی کد و سهولت یادگیری ممکن است با یکدیگر در تضاد باشند؛لذا یافتن نقطه‌ تعادل میان این ویژگی‌ها امری حیاتی است.

- سیستم نوع: انتخاب بین استفاده از سیستم‌های نوع ایستا یا پویا تأثیر مستقیمی بر عملکرد و امنیت زبان دارد.
- پشتیبانی از توسعه‌پذیری: زبان باید به گونه‌ای طراحی شود که در مقابل تغییرات،توسعه‌های آتی و افزودن ویژگی‌های جدید انعطاف‌پذیر باشد.

گاهی عواملی که در طراحی در نظر گرفته می‌شوند،ممکن است با یکدیگر در تضاد قرار گیرند (مثلاً امنیت در برابر سرعت). بنابراین لازم است ارزیابی شود که آیا زبان مورد نظر در قالب مفسر بهتر عمل می‌کند یا کامپایلر، تعریف نوع آن به چه صورت است و نحوه‌ طراحی دستور ها چگونه باید تنظیم شود. بسیاری از این جنبه‌ها بر اساس اهداف طراحی زبان مشخص می‌شوند؛ نکته مهم، آشنایی مخاطبان با ویژگی‌های منحصربه‌فرد و کاربرد زبان است. همچنین بررسی کاستی‌ها یا دشواری‌های زبان‌های موجود می‌تواند در ارائه پاسخی به نیاز واقعی موثر باشد.
برخی از کارشناسان در این حوزه نظرات مفیدی ارائه کرده‌اند؛ به عنوان مثال:
- توصیه‌های تونی هور (1972): در آخرین پاراگراف مقاله‌اش او بیان می‌کند:«پس خلاصهٔ توصیهٔ من به طراحان و پیاده‌سازان نرم‌افزار در آینده این است: تا وقتی ندانسته‌اید که چگونه می‌خواهید کاری را انجام دهید، تصمیم نگیرید دقیقاً چه کاری می‌خواهید انجام دهید؛ و تا وقتی طرح خود را با همهٔ معیارهای کیفی مورد نظر نسنجیده‌اید، در مورد چگونگی انجام آن تصمیم نگیرید. و اگر از پسِ این کار برنمی‌آیید، طراحی‌تان را آن‌قدر ساده کنید تا بتوانید به این معیار برسید.» [۳]

- سمپوزیوم SIGPLAN (1973): در این رویداد، تونی هور جنبه‌های مختلف زبان‌های برنامه‌نویسی را با جزئیات بررسی کرد و برخی از کاستی‌های زبان‌های موجود آن زمان را شناسایی نمود.

«یک زبان برنامه‌نویسی ابزاری است که باید در دشوارترین بخش‌های هنر برنامه‌نویسی یعنی طراحی برنامه،مستندسازی و اشکال‌زدایی به برنامه‌نویس کمک کند.»
«معیارهای عینی برای طراحی خوب یک زبان را می‌توان در پنج عبارت خلاصه کرد: سادگی، امنیت، ترجمهٔ سریع، کد ماشینی کارآمد، و خوانایی.»

«مضحک است که هنگام اجرای آزمایشی برای اشکال‌زدایی — در حالی که حتی به نتایج اعتمادی نداریم — بررسی‌های امنیتی گسترده‌ای انجام بدهیم و سپس همین بررسی‌ها را در اجرای نهایی، که هر نتیجهٔ اشتباهی ممکن است هزینهٔ گزاف یا پیامدهای فاجعه‌بار داشته باشد، کنار بگذاریم. این وضع را باید به کسی تشبیه کرد که هنگام تمرین قایق‌سواری روی خشکی جلیقهٔ نجات می‌پوشد، اما به‌محض رفتن به دریا آن را درمی‌آورد!»
- در کنگره IFIP در سال 1974،Niklaus Wirth ،طراح پاسکال ،مقاله ای را با عنوان "در مورد طراحی زبان های برنامه نویسی" ارائه کرد. [۲]Wirth چندین پیشنهاد متناقض را فهرست کرد،از جمله اینکه یک زبان باید آسان برای یادگیری و استفاده باشد،باید بدون افزودن ویژگی های جدید قابل استفاده باشد،کامپایلر باید کد کارآمد تولید کند،یک کامپایلر باید سریع باشد،و یک زبان باید با کتابخانه ها،سیستمی که روی آن اجرا می شود و برنامه های نوشته شده به زبان های دیگر سازگار باشد.

## تحلیل دستور زبان و گرامر
- تجزیه و تحلیل واژه‌ای(Lexical Analysis):فرآیندی که متن کد برنامه را به واحدهای کوچکتر یا توکن‌ها تقسیم می‌کند.این بخش نقش کلیدی در تشخیص کلمه های کلیدی،شناسه‌ها و نمادها دارد.
- تجزیه نحوی(Parsing):استفاده از گرامرهای بی‌قاعده(Context-Free Grammar)برای ساخت درخت نحو و تشخیص ساختار دستوری صحیح کد.این بخش می‌تواند با استفاده از تکنیک‌هایی نظیر پارسرهای بازگشتی نزولی یا LR پیاده‌سازی شود.
- تحلیل معنایی(Semantic Analysis):پس از تحلیل نحوی،بررسی درستی معنایی کد،از جمله تایپ‌ها و ارجاعات متقابل،انجام می‌شود.

## پیاده سازی

### مفسر
مفسر برنامه ای است که برنامه دیگری را، معمولاً به صورت متن،همانطور که در زبان هایی مانند پایتون دیده می شود، می خواند.مفسر کد را می خوانند و نتیجه را مستقیماً تولید می کنند.مفسرها معمولاً کد را خط به خط می خوانند و آن را برای تبدیل و اجرای کد به عنوان عملیات و کنش تجزیه می کنند.

### کامپایلر
کامپایلرها برنامه‌هایی هستند که برنامه‌ها را می‌خوانند، همچنین معمولاً به‌عنوان نوعی متن، و کد را به کد یا عملیات سطح پایین‌تر ماشین تبدیل می‌کنند.فرمت های کامپایل شده تولید شده توسط کامپایلرها،اقدامات سطح پایین تر را به عنوان یک فایل ذخیره می کنند.زبان‌های کامپایل‌شده که به کد ماشین تبدیل می‌شوند،بسیار سریع‌تر هستند،زیرا اجرای عملیات سطح پایین‌تر آسان‌تر است و می‌توان نتایج را زودتر از موعد پیش‌بینی و کامپایل کرد.

### کامپایل‌ زمان اجرا
برخی از زبان‌های مدرن از تکنیک کامپایل‌ زمان اجرا یا JIT بهره می‌برند. این روش ترکیبی از مزایای مفسر و کامپایلر را ارائه می‌کند و با ترجمه بخش‌هایی از کد به کد ماشین در زمان اجرا، به بهبود عملکرد کمک می‌کند.

## فرآیند
فرآیندهای ساخت یک زبان برنامه نویسی ممکن است از توسعه دهنده ای به توسعه دهنده دیگر متفاوت باشد. با این حال، در اینجا یک فرآیند کلی از نحوه ایجاد یک زبان برنامه نویسی وجود دارد که شامل مفاهیم مشترک است:
- طراحی: جنبه های طراحی مانند انواع، نحو، معناشناسی و استفاده از کتابخانه برای توسعه یک زبان در نظر گرفته می شود.
- توجه: نحو، اجرا و عوامل دیگر در نظر گرفته شده است. زبان‌هایی مانند پایتون کد را در زمان اجرا تفسیر می‌کنند، در حالی که زبان‌هایی مانند C++ از رویکردی پیروی می‌کنند که کامپایلر خود را بر اساس کامپایلر C قرار می‌دهد[۳].
- ایجاد یک پیاده سازی: اولین پیاده سازی نوشته شده است. کامپایلرها به فرمت‌های دیگر تبدیل می‌شوند، که معمولاً به سطح پایین مونتاژ می‌شوند، حتی به باینری.
- پیاده سازی خود را بهبود بخشید: پیاده سازی ها باید بهبود یابند. زبان برنامه نویسی را گسترش دهید و هدف آن این باشد که عملکرد کافی برای بوت استرپ داشته باشد، جایی که یک زبان برنامه نویسی قادر به نوشتن یک پیاده سازی از خود باشد.
- پیاده سازی خود را بهبود بخشید: پیاده سازی ها باید بهبود یابند. زبان برنامه نویسی را گسترش دهید و هدف آن این باشد که عملکرد کافی برای بوت استرپ داشته باشد، جایی که یک زبان برنامه نویسی قادر به نوشتن یک پیاده سازی از خود باشد.
- Bootstrapping: در صورت استفاده از یک کامپایلر، یک توسعه دهنده ممکن است از فرآیند بوت استرپ استفاده کند، جایی که یک کامپایلر برای یک زبان برنامه نویسی به خودی خود بازنویسی می شود.این برای بررسی باگ و اثبات قابلیت آن خوب است.بوت استرپینگ همچنین با این مزیت همراه است که فقط نیاز به برنامه‌نویسی زبان به خودی خود از آنجا به بعد دارد.

## روندها و چالش‌های نوین در طراحی زبان‌های برنامه‌نویسی
- سیستم‌های نوع نوین: بررسی سیستم‌های نوع قوی، ایستا، پویا و حتی سیستم‌های ترکیبی که تلاش می‌کنند مزایای هر دو را داشته باشند.
- زبان‌های دامنه‌خاص (DSLs): ایجاد زبان‌های خاص برای کاربردهای محدود که نیاز به بیان مختصر و کارا دارند.
- چالش‌های امنیتی و عملکردی: بهبود امنیت در مقابل حملات نرم‌افزاری و در عین حال حفظ سرعت اجرا، یکی از چالش‌های همیشگی در طراحی زبان‌های برنامه‌نویسی است.
- پشتیبانی از توسعه‌پذیری: نیاز به طراحی زبان‌هایی که به سادگی بتوانند در مقابل تغییرات و افزودن ویژگی‌های جدید مقاوم باشند.